# Кунстхалле Гётеборга
Кунстхалле в Гётеборге (швед. Göteborgs Konsthall) — художественный музей в центре шведского города Гётеборг, созданный в 1923 году; специализируется на представлении произведений современного искусства — проводит около пяти выставок в год; в 1995 году городские власти решили закрыть зал из-за финансовых трудностей, но после общественных протестов он вновь открылась под руководством Елены Перссон как учреждение, финансируемое городом.

## История и описание
Гётеборгский художественный зал был спроектирован Зигфридом Эриксоном и Арвидом Бьерке — он был построен для юбилейной выставки Гётеборга, проходившей в 1923 году. В 1956 году фасад здания получил три скульптурных изображения львов, созданных Палле Перневи (1917—1997). Торжественная выставка в Гётеборгском кунстхалле являлась юбилейной выставкой, посвященной современному (на тот момент) скандинавскому искусству. Сама выставка, проходившая с 8 мая по 15 октября, и стал «прорывом» для местного модернизма. Масштабная выставка проходила в нескольких помещениях города: в зале была показана «норвежская» часть экспозиции — в том числе и произведения Эдварда Мунка. «Датский» и «финской» разделы были выставлены в двух смежных помещениях, которые затем были снесены.
В 1957 году в зал переехал Гётеборгский промышленный музей, заняв часть его помещений; музей находился здесь до начала 1980-х годов — основой его коллекции стали экспонаты из истории промышленности также показанные на юбилейной выставке. Временные выставки стали проходить в кунстхалле сразу после окончания юбилейной — они проходили под эгидой Гётеборгской художественной ассоциации; уже 3 ноября была открыта мемориальная выставка Карла Нордстрема. Первым куратором зала стал Филибер Гумбла, который занимал данный пост до 1933 года, пока его не сменил композитор Госта Нистроем, состоявший руководителем до 1936.
С 1968 по 1995 год зал был частью Гётеборгского художественного музея; в 1995 году было принято решение о закрытии дополнительной площадки, отчасти, из-за нехватки средств. После серии протестов, зал вновь открылся в 1996 году — уже как независимое учреждение, формально отделенное от музея. В период с 1996 по 2000 год Швенроберт Лундквист руководил кунстхалле.
В 2001 году муниципальные власти вновь взяли на себя всю финансовую ответственность за деятельность галереи; в том же году Хелена Перссон (Helena Persson, род. 1961) возглавила его. В мае 2010 года отделение социал-демократическая партия в Гётеборге представило свою концепцию нового зала для современного искусства, который предполагалось построить в 2015 году — данный проект предусматривал закрытие кунстхалле в конце 2011 года. Новая волна протестов привела к тому, что предложение было отклонено — хотя дискуссия о дальнейшей судьбе площадки и продолжилась.